# زاوية سلطان
قرية زاوية سلطان هي إحدى القرى التابعة لمركز المنيا بمحافظة المنيا في جمهورية مصر العربية. حسب إحصاءات سنة 2006، بلغ إجمالي السكان في زاوية سلطان 12891 نسمة، منهم 6823 رجلا و6068 امرأة.